# Ctenotrachelus
Ctenotrachelus is een geslacht van wantsen uit de familie van de Reduviidae (Roofwantsen). Het geslacht werd voor het eerst wetenschappelijk beschreven door Carl Stål in 1872.

## Soorten
Het genus bevat de volgende soorten:

- Ctenotrachelus acarinatus Maldonado, 1995
- Ctenotrachelus achilloides Bérenger, 2001
- Ctenotrachelus acutus Barber, 1930
- Ctenotrachelus elongatus Barber, 1930
- Ctenotrachelus esuriens Hussey, 1954
- Ctenotrachelus infuscatus Barber, 1930
- Ctenotrachelus kwataensis Bérenger, 2001
- Ctenotrachelus lobatus Barber, 1930
- Ctenotrachelus longicollis (Walker, 1873)
- Ctenotrachelus macilentus Stål, 1872
- Ctenotrachelus mexicanus (Champion, 1898)
- Ctenotrachelus minor Barber, 1929
- Ctenotrachelus moraguesi Bérenger, 2001
- Ctenotrachelus orbiculatus Bérenger, 2001
- Ctenotrachelus pallidopodus Maldonado, 1955
- Ctenotrachelus ranchoensis Maldonado, 1974
- Ctenotrachelus setulosus Barber, 1930
- Ctenotrachelus shermani Barber, 1929
- Ctenotrachelus striatus Barber, 1930
- Ctenotrachelus testaceus Barber, 1929
- Ctenotrachelus vescoi Bérenger, 2001